# Aislinge Oenguso
Aislinge Oenguso ['aʃlʴiŋʴe 'oinɣuso], auch Aislinge Ængusso („Oengus' Traumgesicht“), ist im Ulster-Zyklus der Irischen Mythologie eine Remscéla („Vorgeschichte“) der Táin Bó Cuailnge („Der Rinderraub von Cooley“). In einem einzigen Manuskript aus dem 15. Jahrhundert ist sie erhalten.

## Inhalt
Oengus, der Sohn des Dagda und der Boann, sieht im Traum eine wunderschöne Frau und kann seither nur mehr an sie denken. Mit Hilfe des Elfenkönigs Bodb von Munster und des Königspaars Ailill mac Máta und Medb von Connacht kann er sie finden. Es ist Cœr Ibormeith [kair 'ivormʼeθ] aus dem Elfenhügel Síd Uamain in Connacht, die Tochter des Elfenfürsten Ethal Anbuail ['eθal 'anvuːilʼ]. An einem einzigen Tag im Jahr, nämlich Samhain (1. November), ist seine Traumfrau in der Gestalt eines Schwanes auf einem See in Südirland zusammen mit 150 Gefährtinnen zu sehen. Oengus verwandelt sich ebenfalls in einen Schwan und vereinigt sich mit der Begehrten. Gemeinsam fliegen sie dann zu Oengus’ Síd Brug na Boinne, wo sie sich in Menschengestalt niederlassen. Nur zu Samhain verwandeln sich beide jedes Mal wieder für einen Tag und eine Nacht in Schwäne. Zum Dank für die Hilfe stellt Oengus beim Kriegszug der Connachter gegen Ulster 300 Krieger für das Heer von Königin Medb zur Verfügung.